# Franciaország az 1988. évi nyári olimpiai játékokon
Franciaország a dél-koreai Szöulban megrendezett 1988. évi nyári olimpiai játékok egyik részt vevő nemzete volt. Az országot az olimpián 23 sportágban 267 sportoló képviselte, akik összesen 16 érmet szereztek.

## Érmesek
| Érem  | Versenyző                                                                     | Sportág       | Versenyszám             |
| ----- | ----------------------------------------------------------------------------- | ------------- | ----------------------- |
| Arany | Marc Alexandre                                                                | Cselgáncs     | Férfi könnyűsúly        |
| Arany | Pierre Durand                                                                 | Lovaglás      | Egyéni díjugratás       |
| Arany | Luc Pillot Thierry Péponnet                                                   | Vitorlázás    | 470-es osztály          |
| Arany | Jean-Yves le Déroff Nicolas Hénard                                            | Vitorlázás    | Tornádó                 |
| Arany | Jean-François Lamour                                                          | Vívás         | Férfi kard, egyéni      |
| Arany | Frédéric Delpla Jean-Michel Henry Olivier Lenglet Philippe Riboud Éric Srecki | Vívás         | Férfi párbajtőr, csapat |
| Ezüst | Margit Otto-Crépin                                                            | Lovaglás      | Egyéni díjlovaglás      |
| Ezüst | Laurent Boudouani                                                             | Ökölvívás     | Váltósúly               |
| Ezüst | Nicolas Berthelot                                                             | Sportlövészet | Férfi légpuska          |
| Ezüst | Philippe Riboud                                                               | Vívás         | Férfi párbajtőr, egyéni |
| Bronz | Bruno Marie-Rose Daniel Sangouma Gilles Quénéhervé Max Morinière              | Atlétika      | Férfi 4 × 100 m váltó   |
| Bronz | Bruno Carabetta                                                               | Cselgáncs     | Férfi harmatsúly        |
| Bronz | Philippe Renaud Joël Bettin                                                   | Kajak-kenu    | Férfi kenu kettes 500 m |
| Bronz | Pierre Durand Michel Robert Frédéric Cottier Hubert Bourdy                    | Lovaglás      | Csapat díjugratás       |
| Bronz | Stéphan Caron                                                                 | Úszás         | Férfi 100 m gyors       |
| Bronz | Catherine Plewinski                                                           | Úszás         | Női 100 m gyors         |

## Asztalitenisz
Férfi
| Versenyző                              | Versenyszám | Csoportkör | Csoportkör | Nyolcaddöntő      | Negyeddöntő       | Elődöntő          | Döntő             | Helyezés |
| Versenyző                              | Versenyszám | Ellenfél Eredmény | Hely.      | Ellenfél Eredmény | Ellenfél Eredmény | Ellenfél Eredmény | Ellenfél Eredmény | Helyezés |
| -------------------------------------- | ----------- | --- | ---------- | ----------------- | ----------------- | ----------------- | ----------------- | -------- |
| Patrick Birocheau                      | Egyes       | B csoport · Csi Csin-lung (Chih Chin-Long) (TPE) · 3:1 · Tonny Maringgi (INA) · 3:1 · Barry Griffiths (NZL) · 2:3 · Jan-Ove Waldner (SWE) · 0:3 · Hszü Ceng-caj (Xu Zengcai) (CHN) · 0:3 · Georg Böhm (FRG) · 0:3 · Gilany Hosnani (MRI) · 3:0 | 4.         | kiesett           | kiesett           | kiesett           | kiesett           | 25.      |
| Jean-Philippe Gatien                   | Egyes       | A csoport · Sean O’Neill (USA) · 3:0 · Carlos Kawai (BRA) · 3:1 · Csiang Csia-liang (Jiang Jialiang) (CHN) · 0:3 · Klampár Tibor (HUN) · 2:3 · Lotfi Joudi (TUN) · 3:0 · Alan Cooke (GBR) · 1:3 · Jean-Michel Saive (BEL) · 2:3 | 5.         | kiesett           | kiesett           | kiesett           | kiesett           | 33.      |
| Jean-Philippe Gatien Patrick Birocheau | Páros       | C csoport · Kanada (CAN) · Joe Ng · Horatio Pintea · 0:2 · Mauritius (MRI) · Alain Choo Choy · Gilany Hosnani · 2:0 · Nigéria (NGR) · Atanda Musa · Titus Omotara · 2:0 · Szovjetunió (URS) · Andrej Mazunov · Borisz Rozenberh · 2:1 · Kína (CHN) · Csiang Csia-liang (Jiang Jialiang) · Hszü Ceng-caj (Xu Zengcai) · 1:2 · Jugoszlávia (YUG) · Ilija Lupulesku · Zoran Primorac · 0:2 · Tajvan (TPE) · Huang Huj-csie (Huang Huei-Chieh) · Vu Ven-csia (Wu Wen-Chia) · 2:1 | 5.         |                   | kiesett           | kiesett           | kiesett           | 17.      |

## Atlétika
Férfi
| Versenyző                                                        | Versenyszám     | Előfutam | Előfutam | Előfutam | Negyeddöntő | Negyeddöntő | Negyeddöntő | Elődöntő | Elődöntő | Elődöntő | Döntő         | Döntő         |
| Versenyző                                                        | Versenyszám     | Idő      | Hely.    | Össz.    | Idő         | Hely.       | Össz.       | Idő      | Hely.    | Össz.    | Idő           | Helyezés      |
| ---------------------------------------------------------------- | --------------- | -------- | -------- | -------- | ----------- | ----------- | ----------- | -------- | -------- | -------- | ------------- | ------------- |
| Max Morinière                                                    | 100 m           | 10,34    | 2.       | 8.*      | 10,37       | 3.          | 20.*        | kiesett  | kiesett  | kiesett  | kiesett       | kiesett       |
| Jean-Charles Trouabal                                            | 100 m           | 10,39    | 2.       | 14.*     | 10,41       | 4.          | 24.*        | kiesett  | kiesett  | kiesett  | kiesett       | kiesett       |
| Thierry Lauret                                                   | 100 m           | 10,56    | 4.       | 41.**    | 10,51       | 6.          | 33.         | kiesett  | kiesett  | kiesett  | kiesett       | kiesett       |
| Gilles Quénéhervé                                                | 200 m           | 20,55    | 1.       | 1.*      | 20,77       | 2.          | 14.         | 20,54    | 4.       | 8.       | 20,40         | 6.            |
| Bruno Marie-Rose                                                 | 200 m           | 21,11    | 2.       | 26.      | 20,48       | 1.          | 2.          | 20,50    | 3.       | 6.       | 20,58         | 8.            |
| Daniel Sangouma                                                  | 200 m           | 20,70    | 2.       | 6.       | 20,81       | 4.          | 17.*        | kiesett  | kiesett  | kiesett  | kiesett       | kiesett       |
| Rémy Geoffroy                                                    | 1500 m          | 3:41,68  | 3.       | 16.      |             |             |             | 3:40,96  | 8.       | 17.      | kiesett       | kiesett       |
| Pascal Thiébaut                                                  | 5000 m          | 13:43,28 | 3.       | 3.       |             |             |             | 13:22,71 | 4.       | 3.*      | 13:31,99      | 11.           |
| Cyrille Laventure                                                | 5000 m          | 13:58,19 | 3.       | 26.      |             |             |             | 13:29,92 | 9.       | 18.      | kiesett       | kiesett       |
| Paul Arpin                                                       | 5000 m          | 13:48,03 | 8.       | 22.      |             |             |             | 13:24,82 | 7.       | 14.      | 14:13,19      | 14.           |
| Paul Arpin                                                       | 10 000 m        | 28:25,56 | 6.       | 18.      |             |             |             |          |          |          | 27:39,36      | 7.            |
| Jean-Louis Prianon                                               | 10 000 m        | 28:08,38 | 2.       | 2.       |             |             |             |          |          |          | 27:36,43      | 4.            |
| Alex Gonzalez                                                    | Maraton         |          |          |          |             |             |             |          |          |          | 2:22:24       | 37.           |
| Alain Lazare                                                     | Maraton         |          |          |          |             |             |             |          |          |          | nem ért célba | nem ért célba |
| Stéphane Caristan                                                | 110 m gát       | 13,96    | 2.       | 16.*     | 13,61       | 3.          | 7.          | 13,71    | 5.       | 9.       | kiesett       | kiesett       |
| Philippe Tourret                                                 | 110 m gát       | 13,88    | 3.       | 11.      | 13,73       | 2.          | 12.         | 13,96    | 7.       | 14.      | kiesett       | kiesett       |
| Raymond Pannier                                                  | 3000 m akadály  | 8:30,94  | 1.       | 2.       |             |             |             | 8:19,39  | 5.       | 12.      | 8:23,80       | 12.           |
| Bruno le Stum                                                    | 3000 m akadály  | 8:36,95  | 6.       | 16.      |             |             |             | 8:26,69  | 9.       | 17.      | kiesett       | kiesett       |
| Bruno Marie-Rose Daniel Sangouma Gilles Quénéhervé Max Morinière | 4 × 100 m váltó | 38,87    | 1.       | 2.       |             |             |             | 38,49    | 1.       | 1.       | 38,40         |               |
| Martial Fesselier                                                | 20 km gyaloglás |          |          |          |             |             |             |          |          |          | 1:22:43       | 16.           |
| Thierry Toutain                                                  | 20 km gyaloglás |          |          |          |             |             |             |          |          |          | 1:22:55       | 18.           |
| Jean-Claude Corre                                                | 20 km gyaloglás |          |          |          |             |             |             |          |          |          | 1:23:09       | 20.           |
| Alain Lemercier                                                  | 50 km gyaloglás |          |          |          |             |             |             |          |          |          | 3:50:28       | 16.           |
| Eric Neisse                                                      | 50 km gyaloglás |          |          |          |             |             |             |          |          |          | kizárták      | kizárták      |
| Jean-Marie Neff                                                  | 50 km gyaloglás |          |          |          |             |             |             |          |          |          | kizárták      | kizárták      |

| Versenyző           | Versenyszám   | Selejtező                     | Selejtező | Döntő    | Döntő    |
| Versenyző           | Versenyszám   | Eredmény                      | Helyezés  | Eredmény | Helyezés |
| ------------------- | ------------- | ----------------------------- | --------- | -------- | -------- |
| Philippe Collet     | Rúdugrás      | 540 cm                        | 9.*****   | 570 cm   | 5.*      |
| Thierry Vigneron    | Rúdugrás      | 540 cm                        | 15.       | 570 cm   | 5.*      |
| Philippe d'Encausse | Rúdugrás      | 540 cm                        | 9.*****   | 560 cm   | 8.       |
| Norbert Brige       | Távolugrás    | 805 cm                        | 4.        | 797 cm   | 7.       |
| Patrick Journoud    | Diszkoszvetés | 58,94 m (holtverseny) 57,62 m | 18.       | kiesett  | kiesett  |
| Pascal Lefèvre      | Gerelyhajítás | 76,42 m                       | 23.       | kiesett  | kiesett  |
| Charlus Bertimon    | Gerelyhajítás | 70,84 m                       | 30.       | kiesett  | kiesett  |
| Stéphane Laporte    | Gerelyhajítás | 69,40 m                       | 32.       | kiesett  | kiesett  |

| Versenyző         | Versenyszám | 100 m | 100 m | Távolugrás | Távolugrás | Súlylökés | Súlylökés | Magasugrás | Magasugrás | 400 m | 400 m | 110 m gát | 110 m gát | Diszkoszvetés | Diszkoszvetés | Rúdugrás | Rúdugrás | Gerelyhajítás | Gerelyhajítás | 1500 m  | 1500 m | Végeredmény | Végeredmény |
| Versenyző         | Versenyszám | Idő   | Pont  | Eredmény   | Pont       | Eredmény  | Pont      | Eredmény   | Pont       | Idő   | Pont  | Idő       | Pont      | Eredmény      | Pont          | Eredmény | Pont     | Eredmény      | Pont          | Idő     | Pont   | Pont        | Helyezés    |
| ----------------- | ----------- | ----- | ----- | ---------- | ---------- | --------- | --------- | ---------- | ---------- | ----- | ----- | --------- | --------- | ------------- | ------------- | -------- | -------- | ------------- | ------------- | ------- | ------ | ----------- | ----------- |
| Christian Plaziat | Tízpróba    | 10,83 | 899   | 762 cm     | 965        | 13,58 m   | 703       | 212 cm     | 915        | 48,34 | 893   | 14,18     | 951       | 43,06 m       | 727           | 490 cm   | 880      | 52,18 m       | 621           | 4:34,07 | 718    | 8272        | 5.          |
| Alain Blondel     | Tízpróba    | 11,02 | 856   | 743 cm     | 918        | 12,92 m   | 662       | 197 cm     | 776        | 47,44 | 936   | 14,40     | 924       | 41,20 m       | 689           | 520 cm   | 972      | 57,46 m       | 700           | 4:16,64 | 835    | 8268        | 6.          |

Női
| Versenyző                                                                                     | Versenyszám     | Előfutam      | Előfutam      | Előfutam      | Negyeddöntő   | Negyeddöntő   | Negyeddöntő   | Elődöntő | Elődöntő | Elődöntő | Döntő    | Döntő    |
| Versenyző                                                                                     | Versenyszám     | Idő           | Hely.         | Össz.         | Idő           | Hely.         | Össz.         | Idő      | Hely.    | Össz.    | Idő      | Helyezés |
| --------------------------------------------------------------------------------------------- | --------------- | ------------- | ------------- | ------------- | ------------- | ------------- | ------------- | -------- | -------- | -------- | -------- | -------- |
| Laurence Bily                                                                                 | 100 m           | 11,34         | 3.            | 17.           | 11,35         | 6.            | 20.*          | kiesett  | kiesett  | kiesett  | kiesett  | kiesett  |
| Françoise Leroux                                                                              | 100 m           | 11,58         | 5.            | 27.           | 11,75         | 8.            | 31.*          | kiesett  | kiesett  | kiesett  | kiesett  | kiesett  |
| Patricia Girard-Léno                                                                          | 100 m           | 11,65         | 4.            | 33.           | kiesett       | kiesett       | kiesett       | kiesett  | kiesett  | kiesett  | kiesett  | kiesett  |
| Muriel Leroy                                                                                  | 200 m           | 23,19         | 3.            | 16.           | 23,22         | 5.            | 17.           | kiesett  | kiesett  | kiesett  | kiesett  | kiesett  |
| Marie-Christine Cazier-Ballo                                                                  | 200 m           | 23,50         | 5.            | 23.           | 23,63         | 8.            | 28.           | kiesett  | kiesett  | kiesett  | kiesett  | kiesett  |
| Marie-José Pérec                                                                              | 200 m           | 23,49         | 2.            | 22.           | 24,22         | 8.            | 32.           | kiesett  | kiesett  | kiesett  | kiesett  | kiesett  |
| Évelyne Élien                                                                                 | 400 m           | 52,90         | 4.            | 19.           | 53,36         | 6.            | 24.           | kiesett  | kiesett  | kiesett  | kiesett  | kiesett  |
| Fabienne Ficher                                                                               | 400 m           | 53,42         | 4.            | 27.           | 52,95         | 7.            | 23.           | kiesett  | kiesett  | kiesett  | kiesett  | kiesett  |
| Nathalie Simon                                                                                | 400 m           | 53,30         | 5.            | 25.           | kiesett       | kiesett       | kiesett       | kiesett  | kiesett  | kiesett  | kiesett  | kiesett  |
| Marie-Pierre Duros                                                                            | 3000 m          | nem ért célba | nem ért célba | nem ért célba |               |               |               |          |          |          | kiesett  | kiesett  |
| Annette Sergent-Palluy                                                                        | 3000 m          | 8:45,94       | 8.            | 8.            |               |               |               |          |          |          | 8:49,14  | 12.      |
| Annette Sergent-Palluy                                                                        | 10 000 m        | 32:13,45      | 4.            | 17.           |               |               |               |          |          |          | 33:17,38 | 19.      |
| Françoise Bonnet                                                                              | Maraton         |               |               |               |               |               |               |          |          |          | 2:32:36  | 14.      |
| Maria Rebélo-Lelut                                                                            | Maraton         |               |               |               |               |               |               |          |          |          | 2:33:47  | 18.      |
| Jocelyne Villeton                                                                             | Maraton         |               |               |               |               |               |               |          |          |          | 2:34:02  | 19.      |
| Florence Colle                                                                                | 100 m gát       | 13,32         | 4.            | 16.*          | 13,00         | 5.            | 9.            | 12,92    | 4.       | 7.       | 12,98    | 5.       |
| Monique Éwanjé-Épée-Tourret                                                                   | 100 m gát       | 13,18         | 4.            | 11.*          | 13,10         | 4.            | 12.           | 12,95    | 4.       | 9.       | 13,14    | 7.       |
| Anne Piquereau                                                                                | 100 m gát       | 13,56         | 4.            | 23.           | nem ért célba | nem ért célba | nem ért célba | kiesett  | kiesett  | kiesett  | kiesett  | kiesett  |
| Chantal Beaugeant                                                                             | 400 m gát       | 56,03         | 3.            | 15.           |               |               |               | 56,94    | 8.       | 15.      | kiesett  | kiesett  |
| Françoise Leroux Muriel Leroy Laurence Bily Patricia Girard-Léno Marie-Christine Cazier-Ballo | 4 × 100 m váltó | 43,43         | 3.            | 5.            |               |               |               | 43,66    | 4.       | 10.      | 44,02    | 7.       |
| Fabienne Ficher Nathalie Simon Nadine Debois Évelyne Élien                                    | 4 × 400 m váltó | 3:29,95       | 5.            | 8.            |               |               |               |          |          |          | 3:29,37  | 7.       |

| Versenyző                 | Versenyszám   | Selejtező             | Selejtező             | Döntő    | Döntő    |
| Versenyző                 | Versenyszám   | Eredmény              | Helyezés              | Eredmény | Helyezés |
| ------------------------- | ------------- | --------------------- | --------------------- | -------- | -------- |
| Maryse Éwanjé-Épée        | Magasugrás    | 192 cm                | 7.                    | 190 cm   | 10.      |
| Madely Beaugendre         | Magasugrás    | 184 cm                | 20.                   | kiesett  | kiesett  |
| Nadine Auzeil-Schoellkopf | Gerelyhajítás | érvényes dobás nélkül | érvényes dobás nélkül | kiesett  | kiesett  |

| Versenyző         | Versenyszám | 100 m gát | 100 m gát | Magasugrás | Magasugrás | Súlylökés | Súlylökés | 200 m      | 200 m      | Távolugrás | Távolugrás | Gerelyhajítás | Gerelyhajítás | 800 m      | 800 m      | Végeredmény   | Végeredmény   |
| Versenyző         | Versenyszám | Idő       | Pont      | Eredmény   | Pont       | Eredmény  | Pont      | Idő        | Pont       | Eredmény   | Pont       | Eredmény      | Pont          | Idő        | Pont       | Pont          | Helyezés      |
| ----------------- | ----------- | --------- | --------- | ---------- | ---------- | --------- | --------- | ---------- | ---------- | ---------- | ---------- | ------------- | ------------- | ---------- | ---------- | ------------- | ------------- |
| Chantal Beaugeant | Hétpróba    | 16,76     | 624       | 180 cm     | 978        | 12,79 m   | 713       | nem indult | nem indult | nem indult | nem indult | nem indult    | nem indult    | nem indult | nem indult | nem ért célba | nem ért célba |

* - egy másik versenyzővel azonos eredményt ért el

** - két másik versenyzővel azonos eredményt ért el

***** - öt másik versenyzővel azonos eredményt ért el

## Birkózás
Kötöttfogású
| Versenyző           | Versenyszám | Vigaszágas kiesés | Vigaszágas kiesés | Helyosztók                              | Helyosztók                      | Bronz- mérkőzés   | Döntő             | Helyezés    |
| Versenyző           | Versenyszám | Vigaszágas kiesés | Vigaszágas kiesés | 7. helyért                              | 5. helyért                      | Bronz- mérkőzés   | Döntő             | Helyezés    |
| Versenyző           | Versenyszám | Ellenfél Eredmény | Hely.             | Ellenfél Eredmény                       | Ellenfél Eredmény               | Ellenfél Eredmény | Ellenfél Eredmény | Helyezés    |
| ------------------- | ----------- | --- | ----------------- | --------------------------------------- | ------------------------------- | ----------------- | ----------------- | ----------- |
| Serge Robert        | 52 kg       | A csoport · Mijahara Acudzsi (JPN) · 0–9 · Edvin Eduardo Vázquez (GUA) · 15–0 · Tibor Jankovics (TCH) · passzivitás                                                    | 6.                | kiesett                                 | kiesett                         | kiesett           | kiesett           | helyezetlen |
| Patrice Mourier     | 57 kg       | B csoport · Ramón Meña (PAN) · 13–2 · Ghazi Salah (IRQ) · feladta (sérülés)                                                                                            | 6.                | kiesett                                 | kiesett                         | kiesett           | kiesett           | helyezetlen |
| Gilles Jalabert     | 62 kg       | A csoport · An Dehjon (An Dae-Hyeon) (KOR) · passzivitás · a 2. fordulóban erőnyerő · Hu Kuo-hung (Hu Guohong) (CHN) · 13–4 · Kamandar Məcidov (URS) · passzivitás     | 4.                | Hugo Dietsche (SUI) · feladta (sérülés) |                                 |                   |                   | 7.          |
| Franck Abrial       | 68 kg       | A csoport · Claudio Pasarelli (FRG) · 0–7 · Masoud Ghadimi (IRI) · kétvállas · Ókubo Jaszuhiro (JPN) · 6–7                                                             | 8.                | kiesett                                 | kiesett                         | kiesett           | kiesett           | helyezetlen |
| Martial Mischler    | 74 kg       | B csoport · Erhan Balcı (TUR) · passzivitás · Jouko Salomäki (FIN) · 4–3 · Roger Tallroth (SWE) · 3–2 · Daulet Turlihanov (URS) · kétvállas · Takács János (HUN) · 1–4 | 3.                |                                         | Boriszlav Velicskov (BUL) · 4–1 |                   |                   | 5.          |
| Jean-François Court | 90 kg       | A csoport · Christer Gulldén (SWE) · passzivitás · Evan Bernstein (ISR) · passzivitás · Jeórjiosz Pikilídisz (GRE) · passzivitás                                       | 8.                | kiesett                                 | kiesett                         | kiesett           | kiesett           | helyezetlen |

Szabadfogású
| Versenyző       | Versenyszám | Vigaszágas kiesés | Vigaszágas kiesés | Helyosztók        | Helyosztók        | Bronz- mérkőzés   | Döntő             | Helyezés    |
| Versenyző       | Versenyszám | Vigaszágas kiesés | Vigaszágas kiesés | 7. helyért        | 5. helyért        | Bronz- mérkőzés   | Döntő             | Helyezés    |
| Versenyző       | Versenyszám | Ellenfél Eredmény | Hely.             | Ellenfél Eredmény | Ellenfél Eredmény | Ellenfél Eredmény | Ellenfél Eredmény | Helyezés    |
| --------------- | ----------- | --- | ----------------- | ----------------- | ----------------- | ----------------- | ----------------- | ----------- |
| Thierry Bourdin | 52 kg       | A csoport · Ken Chertow (USA) · 5–1 · Edvin Eduardo Vázquez (GUA) · 16–0 · Bernardo Olvera (MEX) · passzivitás · Władysław Stecyk (POL) · 2–6 · Arslan Seyhanlı (TUR) · 2–3 | 6.                | kiesett           | kiesett           | kiesett           | kiesett           | helyezetlen |
| Gérard Sartoro  | 68 kg       | B csoport · Pak Csangszun (Park Jang-Sun) (KOR) · 4–9 · David McKay (CAN) · 1–7                                                                                             | 11.               | kiesett           | kiesett           | kiesett           | kiesett           | helyezetlen |
| Bruno Beudet    | 74 kg       | B csoport · Lodoin Enkhbayar (MGL) · 4–12 · Abdullah Al-Ghrbi (YAR) · 16–0 · Gary Holmes (CAN) · 4–6                                                                        | 8.                | kiesett           | kiesett           | kiesett           | kiesett           | helyezetlen |

## Cselgáncs
| Versenyző         | Versenyszám  | Csoport | Selejtező                        | 32-es főtábla                                | Nyolcaddöntő                                    | Negyeddöntő                                            | Elődöntő                                     | Vigaszág nyolcaddöntő | Vigaszág negyeddöntő | Vigaszág elődöntő                                      | Bronz- mérkőzés                          | Döntő                       | Helyezés |
| Versenyző         | Versenyszám  | Csoport | Ellenfél Eredmény                | Ellenfél Eredmény                            | Ellenfél Eredmény                               | Ellenfél Eredmény                                      | Ellenfél Eredmény                            | Ellenfél Eredmény     | Ellenfél Eredmény    | Ellenfél Eredmény                                      | Ellenfél Eredmény                        | Ellenfél Eredmény           | Helyezés |
| ----------------- | ------------ | ------- | -------------------------------- | -------------------------------------------- | ----------------------------------------------- | ------------------------------------------------------ | -------------------------------------------- | --------------------- | -------------------- | ------------------------------------------------------ | ---------------------------------------- | --------------------------- | -------- |
| Patrick Roux      | Légsúly      | A       | erőnyerő                         | Emad El-Din Hassan (EGY) · 0000 (bírói)–0000 | Pavel Botev (BUL) · 0001–0000                   | Csák József (HUN) · 1001–0000                          | Kim Dzsejop (Kim Jae-Yeop) (KOR) · 0000–0002 |                       |                      |                                                        | Amiran Totikasvili (URS) · 0000–0011     |                             | 5.       |
| Bruno Carabetta   | Harmatsúly   | B       | Jurij Szokolov (URS) · 0120–0000 | Luis Fortunato (ANG) · 0201–0000             | Majemite Omagbaluwaje (NGR) · 0000–0000 (bírói) | I Gjonggun (Lee Gyeong-Geun) (KOR) · 0000–0000 (bírói) |                                              |                       |                      | Claudio Yafuso (ARG) · 1000–0000                       | Bujkó Tamás (HUN) · 0000 (bírói)–0000    |                             |          |
| Marc Alexandre    | Könnyűsúly   | B       | erőnyerő                         | Ousmane Camara (MLI) · 1012–0000             | Hajtós Bertalan (HUN) · 0000 (bírói)–0000       | Joaquín Ruiz (ESP) · 0010 (bírói)–0010                 | Giorgi Tenadze (URS) · 0001–0000             |                       |                      |                                                        |                                          | Sven Loll (GDR) · 0001–0000 |          |
| Pascal Tayot      | Váltósúly    | A       | Fadi Saikali (LIB) · 0200–0000   | Ricardo José Boy (ANG) · 1000–0000           | Okada Hirotaka (JPN) · 1001–0000                | Frank Wieneke (FRG) · 0000–0001                        |                                              |                       |                      | Vítorino González (ESP) · 0100–0001                    | Torsten Bréchôt (GDR) · 0000–0100        |                             | 5.       |
| Fabien Canu       | Középsúly    | B       | erőnyerő                         | Yousuf Al-Hammad (KUW) · 0200–0000           | Riad Chibani (ALG) · 0002–0000                  | Peter Seisenbacher (AUT) · 0000–0010                   |                                              |                       |                      | Kim Szunggju (Kim Seung-Gyu) (KOR) · 0000 (bírói)–0000 | Ószako Akinobu (JPN) · 0000–0000 (bírói) |                             | 5.       |
| Stéphane Traineau | Félnehézsúly | B       |                                  | Viliame Takayawa (FIJ) · 1000–0000           | Szugai Hitosi (JPN) · 0010–0000                 | Jiří Sosna (TCH) · 0000–0000 (bírói)                   | kiesett                                      |                       |                      |                                                        |                                          |                             | 10.      |
| Roger Vachon      | Nehézsúly    | A       |                                  | Dimitar Zaprjanov (BUL) · 0000–0001          | kiesett                                         | kiesett                                                | kiesett                                      |                       |                      |                                                        |                                          |                             | 19.      |

## Evezés
Férfi
| Versenyző                                                            | Versenyszám              | Előfutam | Előfutam | Vigaszág | Vigaszág | Elődöntő | Elődöntő | Döntő   | Döntő   | Döntő   | Helyezés    |
| Versenyző                                                            | Versenyszám              | Idő      | Hely.    | Idő      | Hely.    | Idő      | Hely.    | Típus   | Idő     | Hely.   | Helyezés    |
| -------------------------------------------------------------------- | ------------------------ | -------- | -------- | -------- | -------- | -------- | -------- | ------- | ------- | ------- | ----------- |
| Pascal Body                                                          | Egypárevezős             | 7:26,12  | 2.       | 7:05,80  | 3.       | kiesett  | kiesett  | kiesett | kiesett | kiesett | helyezetlen |
| Laurent Lacasa Alex Perahia                                          | Kormányos nélküli kettes | 6:41,66  | 3.       | 6:53,72  | 2.       | 6:49,03  | 4.       | B       | 7:22,36 | 2.      | 8.          |
| Pascal Bahuaud Dominique Lecointe Jean-Jacques Martigne Olivier Pons | Kormányos nélküli négyes | 6:08,76  | 2.       |          |          | 6:10,36  | 4.       | B       | 6:08,60 | 2.      | 8.          |

Női
| Versenyző                                                                  | Versenyszám   | Előfutam | Előfutam | Vigaszág | Vigaszág | Elődöntő | Elődöntő | Döntő   | Döntő   | Döntő   | Helyezés |
| Versenyző                                                                  | Versenyszám   | Idő      | Hely.    | Idő      | Hely.    | Idő      | Hely.    | Típus   | Idő     | Hely.   | Helyezés |
| -------------------------------------------------------------------------- | ------------- | -------- | -------- | -------- | -------- | -------- | -------- | ------- | ------- | ------- | -------- |
| Lydie Dubedat-Briero                                                       | Egypárevezős  | 8:28,75  | 4.       | 8:26,86  | 4.       | kiesett  | kiesett  | kiesett | kiesett | kiesett | 13.      |
| Monique Coupat Christine Dubosquelle-Jullien Christine Gossé Chantal Lafon | Négypárevezős | 6:49,29  | 5.       | 6:44,15  | 4.       |          |          | B       | 6:43,16 | 4.      | 10.      |

## Íjászat
Férfi
| Versenyző                                   | Versenyszám | Selejtező | Selejtező | Nyolcaddöntő | Nyolcaddöntő | Negyeddöntő | Negyeddöntő | Elődöntő | Elődöntő | Döntő   | Döntő    |
| Versenyző                                   | Versenyszám | Pont      | Hely.     | Pont         | Hely.        | Pont        | Hely.       | Pont     | Hely.    | Pont    | Helyezés |
| ------------------------------------------- | ----------- | --------- | --------- | ------------ | ------------ | ----------- | ----------- | -------- | -------- | ------- | -------- |
| Olivier Heck                                | Egyéni      | 1277      | 10.       | 306          | 19.          | kiesett     | kiesett     | kiesett  | kiesett  | kiesett | kiesett  |
| Thierry Venant                              | Egyéni      | 1233      | 37.       | kiesett      | kiesett      | kiesett     | kiesett     | kiesett  | kiesett  | kiesett | kiesett  |
| Claude Franclet                             | Egyéni      | 1181      | 64.       | kiesett      | kiesett      | kiesett     | kiesett     | kiesett  | kiesett  | kiesett | kiesett  |
| Claude Franclet Olivier Heck Thierry Venant | Csapat      | 3691      | 12.       |              |              |             |             | 948      | 10.      | kiesett | kiesett  |

Női
| Versenyző                                         | Versenyszám | Selejtező | Selejtező | Nyolcaddöntő | Nyolcaddöntő | Negyeddöntő | Negyeddöntő | Elődöntő | Elődöntő | Döntő   | Döntő    |
| Versenyző                                         | Versenyszám | Pont      | Hely.     | Pont         | Hely.        | Pont        | Hely.       | Pont     | Hely.    | Pont    | Helyezés |
| ------------------------------------------------- | ----------- | --------- | --------- | ------------ | ------------ | ----------- | ----------- | -------- | -------- | ------- | -------- |
| Catherine Pellen                                  | Egyéni      | 1241      | 19.       | 309          | 13.          | 313         | 14.         | kiesett  | kiesett  | kiesett | kiesett  |
| Nathalie Hibon                                    | Egyéni      | 1224      | 28.       | kiesett      | kiesett      | kiesett     | kiesett     | kiesett  | kiesett  | kiesett | kiesett  |
| Marie-Josée Bazin                                 | Egyéni      | 1188      | 47.       | kiesett      | kiesett      | kiesett     | kiesett     | kiesett  | kiesett  | kiesett | kiesett  |
| Marie-Josée Bazin Nathalie Hibon Catherine Pellen | Csapat      | 3653      | 11.       |              |              |             |             | 950      | 7.       | 898     | 8.       |

## Kajak-kenu
Férfi
| Versenyző                                                       | Versenyszám         | Előfutam | Előfutam | Előfutam | Vigaszág | Vigaszág | Vigaszág | Elődöntő | Elődöntő | Elődöntő | Döntő   | Döntő    |
| Versenyző                                                       | Versenyszám         | Idő      | Hely.    | Össz.    | Idő      | Hely.    | Össz.    | Idő      | Hely.    | Össz.    | Idő     | Helyezés |
| --------------------------------------------------------------- | ------------------- | -------- | -------- | -------- | -------- | -------- | -------- | -------- | -------- | -------- | ------- | -------- |
| Philippe Boccara                                                | Kajak egyes 1000 m  | 3:44,37  | 3.       | 8.       | erőnyerő | erőnyerő | erőnyerő | 3:41,01  | 3.       | 5.       | kiesett | kiesett  |
| Bernard Brégeon Olivier Lasak                                   | Kajak kettes 500 m  | 1:38,05  | 5.       | 13.      | 1:38,71  | 2.       | 2.       | 1:38,31  | 4.       | 15.      | kiesett | kiesett  |
| Philippe Boccara Pascal Boucherit                               | Kajak kettes 1000 m | 3:23,00  | 3.       | 3.       | erőnyerő | erőnyerő | erőnyerő | kizárták | kizárták | kizárták | kiesett | kiesett  |
| Didier Vavasseur Christophe Petibout Pierre Lubac Daniel Legras | Kajak négyes 1000 m | 3:16,54  | 5.       | 14.      | 3:16,68  | 1.       | 4.       | 3:11,11  | 3.       | 8.       | 3:08,71 | 9.       |
| Philippe Renaud Joël Bettin                                     | Kenu kettes 500 m   | 1:43,83  | 2.       | 5.       | erőnyerő | erőnyerő | erőnyerő | 1:45,99  | 2.       | 3.       | 1:43,81 |          |
| Pascal Sylvoz Didier Hoyer                                      | Kenu kettes 1000 m  | 3:48,47  | 2.       | 6.       | erőnyerő | erőnyerő | erőnyerő | 3:55,25  | 2.       | 8.       | 4:04,75 | 8.       |

Női
| Versenyző                                                              | Versenyszám        | Előfutam | Előfutam | Előfutam | Vigaszág | Vigaszág | Vigaszág | Döntő   | Döntő    |
| Versenyző                                                              | Versenyszám        | Idő      | Hely.    | Össz.    | Idő      | Hely.    | Össz.    | Idő     | Helyezés |
| ---------------------------------------------------------------------- | ------------------ | -------- | -------- | -------- | -------- | -------- | -------- | ------- | -------- |
| Béatrice Knopf-Basson Claudine LeRoux Sylvie Cuvilly Virginie Vandamme | Kajak négyes 500 m | 1:45,41  | 6.       | 11.      | 1:47,71  | 6.       | 6.       | kiesett | kiesett  |

## Kerékpározás

### Országúti kerékpározás
Férfi
| Versenyző                                                             | Versenyszám     | Idő                  | Helyezés |
| --------------------------------------------------------------------- | --------------- | -------------------- | -------- |
| Jean-François Laffillé                                                | Mezőnyverseny   | 4:32:56 (+0:34)      | 24.      |
| Claude Carlin                                                         | Mezőnyverseny   | 4:32:56 (+0:34)      | 70.      |
| Laurent Bezault                                                       | Mezőnyverseny   | 4:35:19 (+2:57)      | 91.      |
| Laurent Bezault Eric Heulot Pascal Lance Thierry Laurent Men's Sprint | Csapat időfutam | 1:59:49,8 (+02:02,1) | 4.       |

Női
| Versenyző              | Versenyszám   | Idő             | Helyezés |
| ---------------------- | ------------- | --------------- | -------- |
| Catherine Marsal       | Mezőnyverseny | 2:00:52 (+0:00) | 10.      |
| Jeannie Longo-Ciprelli | Mezőnyverseny | 2:00:52 (+0:00) | 21.      |
| Cécile Odin            | Mezőnyverseny | 2:00:52 (+0:00) | 28.      |

### Pálya-kerékpározás
Sprintversenyek
| Versenyző          | Versenyszám  | Selejtező | Selejtező | 1. forduló                                              | 1. forduló | Vigaszág               | Vigaszág | 2. forduló                                      | 2. forduló | Vigaszág                   | Vigaszág | Negyeddöntő                                            | 5–8. helyért           | 5–8. helyért | Elődöntő                                                | Döntő                                        | Helyezés |
| Versenyző          | Versenyszám  | Idő       | Hely.     | Ellenfelek Győztes idő                                  | Hely.      | Ellenfelek Győztes idő | Hely.    | Ellenfelek Győztes idő                          | Hely.      | Ellenfél Győztes idő       | Hely.    | Ellenfél Győztes idő                                   | Ellenfelek Győztes idő | Hely.        | Ellenfél Győztes idő                                    | Ellenfél Győztes idő                         | Helyezés |
| ------------------ | ------------ | --------- | --------- | ------------------------------------------------------- | ---------- | ---------------------- | -------- | ----------------------------------------------- | ---------- | -------------------------- | -------- | ------------------------------------------------------ | ---------------------- | ------------ | ------------------------------------------------------- | -------------------------------------------- | -------- |
| Fabrice Colas      | Férfi egyéni | 10,857    | 6.        | Miva Hideki (JPN) · Vincent Lynch (BAR) · 10,77         | 1.         |                        |          | Nyikolaj Kovs (URS) · Frank Weber (FRG) · 11,10 | 2.         | Gary Neiwand (AUS) · 11,57 | 2.       | kiesett                                                | kiesett                | kiesett      | kiesett                                                 | kiesett                                      | kiesett  |
| Isabelle Gautheron | Női egyéni   | 11,611    | 2.        | Hasimoto Szeiko (JPN) · Elisabetta Fanton (ITA) · 12,22 | 1.         |                        |          |                                                 |            |                            |          | Jang Hsziu-csen (Yang Hsiu-Chen) (TPE) · 12,13; 11,90; |                        |              | Christa Rothenburger-Luding (GDR) · 11,92; 11,79; 11,89 | Connie Paraskevin-Young (USA) · 14,07; 12,41 | 4.       |

Üldözőversenyek
| Versenyző                                                                 | Versenyszám  | Selejtező | Selejtező | Negyeddöntő                                                                                                 | Negyeddöntő | Elődöntő | Elődöntő  | Döntő | Döntő     | Helyezés |
| Versenyző                                                                 | Versenyszám  | Idő       | Hely.     | Ellenfél Idő                                                                                                | Saját idő   | Ellenfél Idő | Saját idő | Ellenfél Idő | Saját idő | Helyezés |
| ------------------------------------------------------------------------- | ------------ | --------- | --------- | --- | ----------- | --- | --------- | --- | --------- | -------- |
| Hervé Dagorné Pascal Lino Didier Pasgrimaud Pascal Potié Mindaugas Umaras | Férfi csapat | 4:17,19   | 3.        | Lengyelország (POL) · Ryszard Dawidowicz · Joachim Halupczok · Andrzej Sikorski · Marian Turowski · 4:22,50 | 4:17,70     | Szovjetunió (URS) · Vyacheslav Yekimov · Artūras Kasputis · Dmitry Nelyubin · Gintautas Umaras · Mindaugas Umaras · 4:20,17 | 4:29,49   | Bronzmérkőzés · Ausztrália (AUS) · Brett Dutton · Wayne McCarney · Stephen McGlede · Dean Woods · Scott McGrory · 4:16,02 | 4:22,23   | 4.       |

Időfutam
| Név            | Versenyszám  | Idő      | Helyezés |
| -------------- | ------------ | -------- | -------- |
| Frédéric Magné | Férfi egyéni | 1:06,142 | 8.       |

Pontverseny
| Név         | Versenyszám | Selejtező | Selejtező  | Selejtező | Döntő | Döntő      | Döntő    |
| Név         | Versenyszám | Pont      | Körhátrány | Hely.     | Pont  | Körhátrány | Helyezés |
| ----------- | ----------- | --------- | ---------- | --------- | ----- | ---------- | -------- |
| Pascal Lino | Férfi       | 28        | -1         | 6.        | 21    | -2         | 7.       |

## Lovaglás
Díjlovaglás
| Versenyző                                             | Ló               | Versenyszám | Selejtező | Selejtező | Döntő   | Döntő    |
| Versenyző                                             | Ló               | Versenyszám | Pont      | Hely.     | Pont    | Helyezés |
| ----------------------------------------------------- | ---------------- | ----------- | --------- | --------- | ------- | -------- |
| Margit Otto-Crépin                                    | Corlandus        | Egyéni      | 1455      | 2.        | 1462    |          |
| Dominique d'Esmé                                      | Hopal Fleurihn   | Egyéni      | 1219      | 41.       | kiesett | kiesett  |
| Philippe Limousin                                     | Iris de la Fosse | Egyéni      | 1158      | 49.       | kiesett | kiesett  |
| Margit Otto-Crépin Dominique d'Esmé Philippe Limousin | lásd fentebb     | Csapat      |           |           | 3832    | 8.       |

Díjugratás
| Versenyző                                                  | Ló                | Versenyszám | Selejtező | Selejtező | Selejtező | Selejtező | Döntő        | Döntő        | Döntő   | Döntő   | Döntő    |
| Versenyző                                                  | Ló                | Versenyszám | 1. kör    | 2. kör    | Össz.     | Össz.     | 1. kör       | 1. kör       | 2. kör  | Össz.   | Össz.    |
| Versenyző                                                  | Ló                | Versenyszám | Pont      | Pont      | Pont      | Hely.     | Pont         | Hely.        | Pont    | Pont    | Helyezés |
| ---------------------------------------------------------- | ----------------- | ----------- | --------- | --------- | --------- | --------- | ------------ | ------------ | ------- | ------- | -------- |
| Pierre Durand                                              | Jappeloup de Luze | Egyéni      | 59,50     | 50,50     | 110,00    | 18.       | 0,25         | 2.           | 1,00    | 1,25    |          |
| Michel Robert                                              | La Fayette        | Egyéni      | 63,50     | 73,50     | 137,00    | 3.        | 4,00         | 4.           | 12,00   | 16,00   | 16.*     |
| Frédéric Cottier                                           | Flambeau C        | Egyéni      | 50,00     | 61,00     | 111,00    | 17.       | 16,00        | 31.          | kiesett | kiesett | kiesett  |
| Hubert Bourdy                                              | Morgat            | Egyéni      | 69,50     | 56,00     | 125,50    | 9.        | visszalépett | visszalépett | kiesett | kiesett | kiesett  |
| Pierre Durand Michel Robert Frédéric Cottier Hubert Bourdy | lásd fentebb      | Csapat      |           |           |           |           | 18,75        | 7.           | 8,75    | 27,50   |          |

Lovastusa
| Versenyző                                                            | Ló           | Versenyszám | Díjlovaglás | Díjlovaglás | Tereplovaglás | Tereplovaglás | Díjugratás | Díjugratás | Végeredmény | Végeredmény |
| Versenyző                                                            | Ló           | Versenyszám | Bünt.       | Hely.       | Bünt.         | Hely.         | Bünt.      | Hely.      | Bünt.       | Helyezés    |
| -------------------------------------------------------------------- | ------------ | ----------- | ----------- | ----------- | ------------- | ------------- | ---------- | ---------- | ----------- | ----------- |
| Jean Teulère                                                         | Mohican V    | Egyéni      | 57,60       | 15.         | 6,40          | 4.            | 5,00       | 11.        | 69,00       | 7.          |
| Vincent Berthet                                                      | Jet Crub     | Egyéni      | 59,40       | 19.         | 142,80        | 31.           | 0,00       | 1.         | 202,20      | 27.         |
| Pascal Morvillers                                                    | Frangin III  | Egyéni      | 64,60       | 22.         | 158,00        | 33.           | 5,00       | 11.        | 227,60      | 29.         |
| Marie-Christine Duroy                                                | Harley       | Egyéni      | 60,00       | 20.         | 168,80        | 35.           | 5,00       | 11.        | 233,80      | 30.         |
| Jean Teulère Vincent Berthet Pascal Morvillers Marie-Christine Duroy | lásd fentebb | Csapat      | 177,00      | 5.          | 307,20        | 7.            | 10,00      | 2.*        | 498,80      | 6.          |

* - egy másik versenyzővel azonos eredményt ért el

## Műugrás
Férfi
| Versenyző       | Versenyszám        | Selejtező | Selejtező | Döntő   | Döntő    |
| Versenyző       | Versenyszám        | Pont      | Helyezés  | Pont    | Helyezés |
| --------------- | ------------------ | --------- | --------- | ------- | -------- |
| Jérôme Nalliod  | Egyéni műugrás     | 496,17    | 24.       | kiesett | kiesett  |
| Frédéric Pierre | Egyéni toronyugrás | 437,01    | 23.       | kiesett | kiesett  |

## Ökölvívás
| Versenyző          | Versenyszám  | Selejtező                                  | 32-es főtábla             | Nyolcaddöntő                      | Negyeddöntő                                    | Elődöntő                | Döntő                     | Helyezés |
| Versenyző          | Versenyszám  | Ellenfél Eredmény                          | Ellenfél Eredmény         | Ellenfél Eredmény                 | Ellenfél Eredmény                              | Ellenfél Eredmény       | Ellenfél Eredmény         | Helyezés |
| ------------------ | ------------ | ------------------------------------------ | ------------------------- | --------------------------------- | ---------------------------------------------- | ----------------------- | ------------------------- | -------- |
| Philippe Desavoye  | Légsúly      | erőnyerő                                   | Anthony Ikegu (KEN) · RSC | Meluin de Leon (DOM) · 0:5        | kiesett                                        | kiesett                 | kiesett                   | 9.       |
| Jean-Marc Augustin | Harmatsúly   | Pjon Dzsongil (Byeon Jeong-Il) (KOR) · 0:5 | kiesett                   | kiesett                           | kiesett                                        | kiesett                 | kiesett                   | 33.      |
| Ludovic Proto      | Kisváltósúly | Mpucuko Makama (SWZ) · mérkőzés nélkül     | Mark Elliott (GBR) · RSC  | Vjacsaszlav Janovszki (URS) · 0:5 | kiesett                                        | kiesett                 | kiesett                   | 9.       |
| Laurent Boudouani  | Váltósúly    | erőnyerő                                   | Bácskai Imre (HUN) · 4:1  | Darren Obah (AUS) · 5:0           | Szong Gjongszop (Song Gyeong-Seop) (KOR) · 3:2 | Kenny Gould (USA) · 4:1 | Robert Wangila (KEN) · KO |          |

RSC – a mérkőzésvezető megállította a mérkőzést

## Öttusa
| Versenyző                                | Versenyszám | Lovaglás | Lovaglás | Lovaglás | Vívás    | Vívás | Vívás | Úszás   | Úszás | Úszás | Lövészet | Lövészet | Lövészet | Futás    | Futás | Futás | Összesen    | Összesen |
| Versenyző                                | Versenyszám | Idő      | Pont     | Hely.    | Pontszám | Pont  | Hely. | Idő     | Pont  | Hely. | Eredmény | Pont     | Hely.    | Idő      | Pont  | Hely. | Összes pont | Helyezés |
| ---------------------------------------- | ----------- | -------- | -------- | -------- | -------- | ----- | ----- | ------- | ----- | ----- | -------- | -------- | -------- | -------- | ----- | ----- | ----------- | -------- |
| Christophe Ruer                          | Egyéni      | 1:48,22  | 968      | 27.      | 32–32    | 779   | 29.   | 3:10,58 | 1348  | 1.    | 191      | 934      | 22.      | 13:04,47 | 1213  | 7.    | 5242        | 5.       |
| Joël Bouzou                              | Egyéni      | 1:45,43  | 1004     | 21.      | 44–20    | 983   | 3.    | 3:32,51 | 1172  | 36.   | 188      | 868      | 43.      | 13:18,51 | 1171  | 16.   | 5198        | 8.       |
| Bruno Génard                             | Egyéni      | 2:06,16  | 912      | 42.      | 28–36    | 711   | 43.   | 3:21,72 | 1260  | 17.   | 190      | 912      | 31.      | 14:04,45 | 1033  | 40.   | 4828        | 37.      |
| Christophe Ruer Joël Bouzou Bruno Génard | Csapat      |          | 2884     | 6.       |          | 2473  | 6.    |         | 3780  | 3.    |          | 2714     | 11.      |          | 3417  | 4.    | 15268       | 4.       |

## Röplabda

### Férfi
| Francia férfi röplabdacsapat-játékoskeret                                                                   | Francia férfi röplabdacsapat-játékoskeret                                                                          |
| --- | --- |
| - Alain Fabiani - Christophe Meneau - Éric Bouvier - Éric N’Gapeth - Hervé Mazzon - Jean-Baptiste Martzluff | - Jean-Marc Jurkovitz - Laurent Tillie - Olivier Rossard - Patrick Duflos - Philippe Blain - Philippe-Marie Salvan |

#### Eredmények
Csoportkör
B csoport
|                        |      | Mérkőzések | Mérkőzések | Szettek | Szettek | Szettek | Pontok | Pontok | Pontok |
| Csapat                 | Pont | Gy         | V          | Sz+     | Sz–     | SzA     | P+     | P–     | PA     |
| ---------------------- | ---- | ---------- | ---------- | ------- | ------- | ------- | ------ | ------ | ------ |
| Egyesült Államok (USA) | 10   | 5          | 0          | 15      | 3       | 5,000   | 263    | 155    | 1,697  |
| Argentína (ARG)        | 8    | 3          | 2          | 11      | 7       | 1,571   | 209    | 211    | 0,991  |
| Franciaország (FRA)    | 8    | 3          | 2          | 10      | 7       | 1,429   | 222    | 190    | 1,168  |
| Hollandia (NED)        | 8    | 3          | 2          | 10      | 7       | 1,429   | 202    | 183    | 1,104  |
| Japán (JPN)            | 6    | 1          | 4          | 5       | 12      | 0,417   | 182    | 215    | 0,847  |
| Tunézia (TUN)          | 5    | 0          | 5          | 0       | 15      | 0,000   | 101    | 225    | 0,449  |

| 1988. szeptember 17. | Franciaország (FRA)       | 1–3 | Hollandia (NED) |  |
| 1988. szeptember 17. | (8–15, 15–7, 11–15, 7–15) |     |                 |  |

| 1988. szeptember 19. | Franciaország (FRA) | 3–0 | Tunézia (TUN) |  |
| 1988. szeptember 19. | (15–10, 15–3, 15–9) |     |               |  |

| 1988. szeptember 22. | Franciaország (FRA)          | 3–1 | Japán (JPN) |  |
| 1988. szeptember 22. | (10–15, 15–10, 17–15, 15–12) |     |             |  |

| 1988. szeptember 24. | Franciaország (FRA)  | 0–3 | Egyesült Államok (USA) |  |
| 1988. szeptember 24. | (15–17, 6–15, 13–15) |     |                        |  |

| 1988. szeptember 26. | Franciaország (FRA) | 3–0 | Argentína (ARG) |  |
| 1988. szeptember 26. | (15–7, 15–5, 15–5)  |     |                 |  |

Az 5–8. helyért
| 1988. szeptember 28. 9:45 | Bulgária (BUL)       | 3–0 | Franciaország (FRA) |  |
| 1988. szeptember 28. 9:45 | (15–8, 15–12, 15–11) |     |                     |  |

A 7. helyért
| 1988. október 1. 9:45 | Svédország (SWE)                  | 3–2 | Franciaország (FRA) |  |
| 1988. október 1. 9:45 | (12–15, 15–5, 8–15, 15–12, 15–12) |     |                     |  |

| Csapat              | Helyezés |
| ------------------- | -------- |
| Franciaország (FRA) | 8.       |

## Sportlövészet
Férfi
| Versenyző         | Versenyszám           | Selejtező | Selejtező | Döntő   | Döntő    |
| Versenyző         | Versenyszám           | Pont      | Helyezés  | Pont    | Helyezés |
| ----------------- | --------------------- | --------- | --------- | ------- | -------- |
| Bruno Déprez      | Szabadpisztoly        | 547       | 33.       | kiesett | kiesett  |
| Philippe Cola     | Szabadpisztoly        | 555       | 19.       | kiesett | kiesett  |
| Philippe Cola     | Légpisztoly           | 579       | 12.       | kiesett | kiesett  |
| Pierre Bremond    | Légpisztoly           | 575       | 23.       | kiesett | kiesett  |
| Christian Kezel   | Gyorstüzelő pisztoly  | 585       | 26.       | kiesett | kiesett  |
| Nicolas Berthelot | Légpuska              | 593       | 2.        | 694,2   |          |
| Franck Badiou     | Légpuska              | 590       | 10.       | kiesett | kiesett  |
| Jean-Pierre Amat  | Sportpuska, fekvő     | 593       | 32.       | kiesett | kiesett  |
| Jean-Pierre Amat  | Sportpuska, összetett | 1169      | 13.       | kiesett | kiesett  |
| Pascal Bessy      | Sportpuska, összetett | 1165      | 21.       | kiesett | kiesett  |
| Pascal Bessy      | Sportpuska, fekvő     | 593       | 32.       | kiesett | kiesett  |
| Jean-Luc Tricoire | Futócéllövészet       | 586       | 11.       | kiesett | kiesett  |

Női
| Versenyző          | Versenyszám           | Selejtező | Selejtező | Döntő   | Döntő    |
| Versenyző          | Versenyszám           | Pont      | Helyezés  | Pont    | Helyezés |
| ------------------ | --------------------- | --------- | --------- | ------- | -------- |
| Rachel Morin       | Légpisztoly           | 366       | 33.       | kiesett | kiesett  |
| Evelyne Manchon    | Légpisztoly           | 378       | 12.       | kiesett | kiesett  |
| Evelyne Manchon    | Sportpisztoly         | 586       | 4.        | 684     | 7.       |
| Martine Guépin     | Sportpisztoly         | 580       | 18.       | kiesett | kiesett  |
| Valérie Malet      | Légpuska              | 388       | 20.       | kiesett | kiesett  |
| Dominique Auprètre | Légpuska              | 388       | 20.       | kiesett | kiesett  |
| Dominique Esnault  | Sportpuska, összetett | 575       | 23.       | kiesett | kiesett  |
| Isabelle Héberlé   | Sportpuska, összetett | 568       | 30.       | kiesett | kiesett  |

Nyílt
| Versenyző          | Versenyszám | Selejtező | Selejtező | Döntő   | Döntő    |
| Versenyző          | Versenyszám | Pont      | Helyezés  | Pont    | Helyezés |
| ------------------ | ----------- | --------- | --------- | ------- | -------- |
| Christophe Guelpa  | Trap        | 189       | 22.       | kiesett | kiesett  |
| Jacques Lanfranchi | Skeet       | 194       | 20.       | kiesett | kiesett  |
| Stéphane Tyssier   | Skeet       | 140       | 44.       | kiesett | kiesett  |

## Súlyemelés
| Versenyző           | Versenyszám | Szakítás | Szakítás | Lökés                    | Lökés                    | Összesen | Helyezés |
| Versenyző           | Versenyszám | Eredmény | Helyezés | Eredmény                 | Helyezés                 | Összesen | Helyezés |
| ------------------- | ----------- | -------- | -------- | ------------------------ | ------------------------ | -------- | -------- |
| Pascal Arnou        | 56 kg       | 105,0    | 12.      | 140,0                    | 6.                       | 245,0    | 9.       |
| Laurent Fombertasse | 56 kg       | 105,0    | 12.      | 132,5                    | 16.                      | 237,5    | 16.      |
| Lionel Gondran      | 60 kg       | 115,0    | 10.      | érvényes kísérlet nélkül | érvényes kísérlet nélkül | kiesett  | kiesett  |
| Francis Tournefier  | 100 kg      | 170,0    | 7.       | 215,0                    | 6.                       | 385,0    | 5.       |

## Szinkronúszás
| Versenyző                  | Versenyszám | Selejtező           | Selejtező           | Selejtező       | Selejtező  | Selejtező  | Döntő           | Döntő      | Döntő      |
| Versenyző                  | Versenyszám | Technikai gyakorlat | Technikai gyakorlat | Zenés gyakorlat | Összesítés | Összesítés | Zenés gyakorlat | Összesítés | Összesítés |
| Versenyző                  | Versenyszám | Pont                | Hely.               | Pont            | Pont       | Hely.      | Pont            | Pont       | Helyezés   |
| -------------------------- | ----------- | ------------------- | ------------------- | --------------- | ---------- | ---------- | --------------- | ---------- | ---------- |
| Muriel Hermine             | Egyéni      | 93,500              | 7.                  | 95,60           | 189,100    | 4.         | 96,60           | 190,100    | 4.         |
| Anne Capron                | Egyéni      | 88,133              | 15.                 | kiesett         | kiesett    | kiesett    | kiesett         | kiesett    | kiesett    |
| Karine Schuler             | Egyéni      | 89,050              | 12.                 | kiesett         | kiesett    | kiesett    | kiesett         | kiesett    | kiesett    |
| Karine Schuler Anne Capron | Páros       | 88,592              | 6.                  | 95,20           | 183,792    | 4.         | 96,20           | 184,792    | 4.         |

## Tenisz
Férfi
| Versenyző                | Versenyszám | 64-es főtábla                                  | 32-es főtábla                                                 | Nyolcaddöntő                                                       | Negyeddöntő                                                                    | Elődöntő          | Döntő             | Helyezés |
| Versenyző                | Versenyszám | Ellenfél Eredmény                              | Ellenfél Eredmény                                             | Ellenfél Eredmény                                                  | Ellenfél Eredmény                                                              | Ellenfél Eredmény | Ellenfél Eredmény | Helyezés |
| ------------------------ | ----------- | ---------------------------------------------- | ------------------------------------------------------------- | ------------------------------------------------------------------ | ------------------------------------------------------------------------------ | ----------------- | ----------------- | -------- |
| Guy Forget               | Egyes       | Omar Camporese (ITA) · 6–2, 6–0, 6–3           | Slobodan Živojinović (YUG) · 7–5, 7–6, 6–2                    | Miloslav Mečíř (TCH) · 6–7, 3–6, 5–7                               | kiesett                                                                        | kiesett           | kiesett           | 9.       |
| Henri Leconte            | Egyes       | Vijay Amritraj (IND) · 4–6, 6–4, 6–3, 3–6, 6–3 | Kim Bongszu (Kim Bong-Su) (KOR) · 6–4, 5–7, 3–6, 6–3, 5–7     | kiesett                                                            | kiesett                                                                        | kiesett           | kiesett           | 17.      |
| Guy Forget Henri Leconte | Páros       |                                                | Nigéria (NGR) · Nduka Odizor · Tony Mmoh · 6–3, 6–2, 6–7, 7–6 | Brazília (BRA) · Luiz Mattar · Ricardo Acioly · 4–6, 7–5, 6–4, 6–1 | Csehszlovákia (TCH) · Miloslav Mečíř · Milan Šrejber · 6–3, 6–4, 5–7, 3–6, 7–9 | kiesett           | kiesett           | 5.       |

Női
| Versenyző                           | Versenyszám | 64-es főtábla                           | 32-es főtábla                                          | Nyolcaddöntő                                                   | Negyeddöntő                                                     | Elődöntő          | Döntő             | Helyezés |
| Versenyző                           | Versenyszám | Ellenfél Eredmény                       | Ellenfél Eredmény                                      | Ellenfél Eredmény                                              | Ellenfél Eredmény                                               | Ellenfél Eredmény | Ellenfél Eredmény | Helyezés |
| ----------------------------------- | ----------- | --------------------------------------- | ------------------------------------------------------ | -------------------------------------------------------------- | --------------------------------------------------------------- | ----------------- | ----------------- | -------- |
| Catherine Suire                     | Egyes       | Yayuk Basuki (INA) · 6–3, 3–6, 6–0      | I Dzsongmjong (Lee Jeong-Myeong) (KOR) · 7–5, 4–6, 7–5 | Steffi Graf (FRG) · 3–6, 0–6                                   | kiesett                                                         | kiesett           | kiesett           | 9.       |
| Nathalie Tauziat                    | Egyes       | Carling Bassett-Seguso (CAN) · 7–6, 6–1 | Catarina Lindqvist (SWE) · 6–2, 3–6, 4–6               | kiesett                                                        | kiesett                                                         | kiesett           | kiesett           | 17.      |
| Isabelle Demongeot                  | Egyes       | Jana Novotná (TCH) · 4–6, 3–6           | kiesett                                                | kiesett                                                        | kiesett                                                         | kiesett           | kiesett           | 33.      |
| Nathalie Tauziat Isabelle Demongeot | Páros       |                                         |                                                        | Nagy-Britannia (GBR) · Sara Gomer · Clare Wood · 6–2, 4–6, 6–1 | Egyesült Államok (USA) · Pam Shriver · Zina Garrison · 5–7, 2–6 | kiesett           | kiesett           | 5.       |

## Torna
Férfi
| Versenyző                                                                                                  | Versenyszám      | Selejtező | Selejtező | Döntő    | Döntő    |
| Versenyző                                                                                                  | Versenyszám      | Pontszám  | Helyezés  | Pontszám | Helyezés |
| --- | ---------------- | --------- | --------- | -------- | -------- |
| Christian Chevalier                                                                                        | Talaj            | 19,45     | 30.       | kiesett  | kiesett  |
| Christian Chevalier                                                                                        | Ugrás            | 19,00     | 60.       | kiesett  | kiesett  |
| Christian Chevalier                                                                                        | Korlát           | 19,60     | 18.       | kiesett  | kiesett  |
| Christian Chevalier                                                                                        | Nyújtó           | 19,45     | 24.       | kiesett  | kiesett  |
| Christian Chevalier                                                                                        | Gyűrű            | 19,25     | 48.       | kiesett  | kiesett  |
| Christian Chevalier                                                                                        | Lólengés         | 19,40     | 30.       | kiesett  | kiesett  |
| Christian Chevalier                                                                                        | Egyéni összetett | 116,15    | 32.       | 115,975  | 29.      |
| Patrick Mattioni                                                                                           | Talaj            | 19,40     | 39.       | kiesett  | kiesett  |
| Patrick Mattioni                                                                                           | Ugrás            | 19,40     | 22.       | kiesett  | kiesett  |
| Patrick Mattioni                                                                                           | Korlát           | 19,35     | 44.       | kiesett  | kiesett  |
| Patrick Mattioni                                                                                           | Nyújtó           | 19,55     | 15.       | kiesett  | kiesett  |
| Patrick Mattioni                                                                                           | Gyűrű            | 19,20     | 52.       | kiesett  | kiesett  |
| Patrick Mattioni                                                                                           | Lólengés         | 19,10     | 46.       | kiesett  | kiesett  |
| Patrick Mattioni                                                                                           | Egyéni összetett | 116,00    | 35.       | 115,450  | 31.*     |
| Claude Carmona                                                                                             | Talaj            | 19,20     | 51.       | kiesett  | kiesett  |
| Claude Carmona                                                                                             | Ugrás            | 19,00     | 60.       | kiesett  | kiesett  |
| Claude Carmona                                                                                             | Korlát           | 19,60     | 18.       | kiesett  | kiesett  |
| Claude Carmona                                                                                             | Nyújtó           | 18,65     | 75.       | kiesett  | kiesett  |
| Claude Carmona                                                                                             | Gyűrű            | 19,30     | 46.       | kiesett  | kiesett  |
| Claude Carmona                                                                                             | Lólengés         | 19,30     | 36.       | kiesett  | kiesett  |
| Claude Carmona                                                                                             | Egyéni összetett | 115,05    | 49.       | 114,925  | 36.      |
| Thierry Pecqueux                                                                                           | Talaj            | 19,45     | 30.       | kiesett  | kiesett  |
| Thierry Pecqueux                                                                                           | Ugrás            | 19,00     | 60.       | kiesett  | kiesett  |
| Thierry Pecqueux                                                                                           | Korlát           | 18,75     | 80.       | kiesett  | kiesett  |
| Thierry Pecqueux                                                                                           | Nyújtó           | 19,40     | 30.       | kiesett  | kiesett  |
| Thierry Pecqueux                                                                                           | Gyűrű            | 19,15     | 56.       | kiesett  | kiesett  |
| Thierry Pecqueux                                                                                           | Lólengés         | 19,10     | 46.       | kiesett  | kiesett  |
| Thierry Pecqueux                                                                                           | Egyéni összetett | 114,85    | 51.       | kiesett  | kiesett  |
| Stéphane Cauterman                                                                                         | Talaj            | 19,25     | 48.       | kiesett  | kiesett  |
| Stéphane Cauterman                                                                                         | Ugrás            | 18,85     | 73.       | kiesett  | kiesett  |
| Stéphane Cauterman                                                                                         | Korlát           | 19,10     | 69.       | kiesett  | kiesett  |
| Stéphane Cauterman                                                                                         | Nyújtó           | 18,50     | 81.       | kiesett  | kiesett  |
| Stéphane Cauterman                                                                                         | Gyűrű            | 18,65     | 76.       | kiesett  | kiesett  |
| Stéphane Cauterman                                                                                         | Lólengés         | 19,40     | 30.       | kiesett  | kiesett  |
| Stéphane Cauterman                                                                                         | Egyéni összetett | 113,75    | 70.       | kiesett  | kiesett  |
| Frédéric Longuepée                                                                                         | Talaj            | 18,90     | 72.       | kiesett  | kiesett  |
| Frédéric Longuepée                                                                                         | Ugrás            | 18,90     | 67.       | kiesett  | kiesett  |
| Frédéric Longuepée                                                                                         | Korlát           | 19,10     | 69.       | kiesett  | kiesett  |
| Frédéric Longuepée                                                                                         | Nyújtó           | 18,75     | 70.       | kiesett  | kiesett  |
| Frédéric Longuepée                                                                                         | Gyűrű            | 18,70     | 75.       | kiesett  | kiesett  |
| Frédéric Longuepée                                                                                         | Lólengés         | 18,55     | 78.       | kiesett  | kiesett  |
| Frédéric Longuepée                                                                                         | Egyéni összetett | 112,90    | 76.       | kiesett  | kiesett  |
| Christian Chevalier Patrick Mattioni Claude Carmona Thierry Pecqueux Stéphane Cauterman Frédéric Longuepée | Csapat összetett |           |           | 577,45   | 10.      |

Női
| Versenyző          | Versenyszám      | Selejtező | Selejtező | Döntő    | Döntő    |
| Versenyző          | Versenyszám      | Pontszám  | Helyezés  | Pontszám | Helyezés |
| ------------------ | ---------------- | --------- | --------- | -------- | -------- |
| Karine Boucher     | Talaj            | 19,375    | 36.       | kiesett  | kiesett  |
| Karine Boucher     | Ugrás            | 19,075    | 55.       | kiesett  | kiesett  |
| Karine Boucher     | Felemás korlát   | 19,275    | 49.       | kiesett  | kiesett  |
| Karine Boucher     | Gerenda          | 19,050    | 48.       | kiesett  | kiesett  |
| Karine Boucher     | Egyéni összetett | 76,775    | 47.       | 77,374   | 25.      |
| Catherine Romano   | Talaj            | 18,875    | 70.       | kiesett  | kiesett  |
| Catherine Romano   | Ugrás            | 18,725    | 79.       | kiesett  | kiesett  |
| Catherine Romano   | Felemás korlát   | 19,025    | 63.       | kiesett  | kiesett  |
| Catherine Romano   | Gerenda          | 18,875    | 60.       | kiesett  | kiesett  |
| Catherine Romano   | Egyéni összetett | 75,500    | 73.       | kiesett  | kiesett  |
| Anne-Marie Bauduin | Talaj            | 18,475    | 82.       | kiesett  | kiesett  |
| Anne-Marie Bauduin | Ugrás            | 18,675    | 81.       | kiesett  | kiesett  |
| Anne-Marie Bauduin | Felemás korlát   | 18,525    | 81.       | kiesett  | kiesett  |
| Anne-Marie Bauduin | Gerenda          | 18,825    | 64.       | kiesett  | kiesett  |
| Anne-Marie Bauduin | Egyéni összetett | 74,500    | 80.       | kiesett  | kiesett  |

* - egy másik versenyzővel azonos eredményt ért el

### Ritmikus gimnasztika
| Versenyző        | Versenyszám | Selejtező | Selejtező | Döntő   | Döntő    |
| Versenyző        | Versenyszám | Pont      | Hely.     | Pont    | Helyezés |
| ---------------- | ----------- | --------- | --------- | ------- | -------- |
| Stéphanie Cottel | Egyéni      | 38,05     | 24.       | kiesett | kiesett  |

## Úszás
Férfi
| Versenyző                                                        | Versenyszám            | Előfutam | Előfutam | Előfutam | Döntő   | Döntő   | Döntő   | Helyezés |
| Versenyző                                                        | Versenyszám            | Idő      | Hely.    | Össz.    | Típus   | Idő     | Hely.   | Helyezés |
| ---------------------------------------------------------------- | ---------------------- | -------- | -------- | -------- | ------- | ------- | ------- | -------- |
| Christophe Kalfayan                                              | 100 m gyors            | 51,05    | 8.       | 20.      | kiesett | kiesett | kiesett | kiesett  |
| Christophe Kalfayan                                              | 50 m gyors             | 23,47    | 1.       | 18.*     | B       | 23,45   | 5.      | 13.      |
| Stéphan Caron                                                    | 50 m gyors             | 23,22    | 4.       | 11.*     | kiesett | kiesett | kiesett | kiesett  |
| Stéphan Caron                                                    | 100 m gyors            | 49,37    | 1.       | 3.       | A       | 49,62   | 3.      |          |
| Stéphan Caron                                                    | 200 m gyors            | 1:49,66  | 2.       | 11.      | kiesett | kiesett | kiesett | kiesett  |
| Ludovic Dépickère                                                | 200 m gyors            | 1:53,81  | 8.       | 35.      | kiesett | kiesett | kiesett | kiesett  |
| Ludovic Dépickère                                                | 100 m pillangó         | 56,47    | 8.       | 27.      | kiesett | kiesett | kiesett | kiesett  |
| Franck Iacono                                                    | 400 m gyors            | 4:00,04  | 8.       | 30.      | kiesett | kiesett | kiesett | kiesett  |
| Franck Iacono                                                    | 1500 m gyors           | 15:22,66 | 6.       | 13.      | kiesett | kiesett | kiesett | kiesett  |
| Christophe Marchand                                              | 1500 m gyors           | 15:22,19 | 3.       | 12.      | kiesett | kiesett | kiesett | kiesett  |
| Franck Schott                                                    | 100 m hát              | 56,76    | 4.       | 10.      | B       | 56,98   | 2.      | 10.      |
| Renaud Boucher                                                   | 100 m hát              | 58,90    | 6.       | 31.      | kiesett | kiesett | kiesett | kiesett  |
| David Holderbach                                                 | 200 m hát              | 2:04,83  | 6.       | 21.      | kiesett | kiesett | kiesett | kiesett  |
| David Leblanc                                                    | 100 m mell             | 1:04,56  | 3.*      | 22.*     | kiesett | kiesett | kiesett | kiesett  |
| David Leblanc                                                    | 200 m mell             | kizárták | kizárták | kizárták | kiesett | kiesett | kiesett | kiesett  |
| Cédric Pénicaud                                                  | 100 m mell             | 1:05,46  | 6.       | 36.      | kiesett | kiesett | kiesett | kiesett  |
| Cédric Pénicaud                                                  | 200 m mell             | 2:18,72  | 6.       | 17.      | B       | 2:18,95 | 8.      | 16.      |
| Christophe Bordeau                                               | 200 m pillangó         | 2:01,70  | 4.       | 16.      | B       | 2:01,46 | 5.      | 13.      |
| Christophe Bordeau                                               | 200 m vegyes           | 2:04,95  | 4.       | 11.      | B       | 2:05,51 | 4.      | 12.      |
| Christophe Bordeau                                               | 400 m vegyes           | 4:23,46  | 2.       | 9.       | B       | 4:23,39 | 2.      | 10.      |
| Laurent Journet                                                  | 400 m vegyes           | 4:29,03  | 6.       | 18.      | kiesett | kiesett | kiesett | kiesett  |
| Stéphan Caron Christophe Kalfayan Laurent Neuville Bruno Gutzeit | 4 × 100 m gyorsváltó   | 3:21,77  | 4.       | 4.       | A       | 3:20,02 | 4.      | 4.       |
| Michel Pou Franck Iacono Olivier Fougeroud Ludovic Dépickère     | 4 × 200 m gyorsváltó   | 7:23,03  | 2.       | 6.       | A       | 7:24,69 | 7.      | 7.       |
| Franck Schott David Leblanc Ludovic Dépickère Bruno Gutzeit      | 4 × 100 m vegyes váltó | 3:48,64  | 4.       | 10.      | kiesett | kiesett | kiesett | kiesett  |

Női
| Versenyző                                                                 | Versenyszám            | Előfutam | Előfutam | Előfutam | Döntő   | Döntő   | Döntő   | Helyezés |
| Versenyző                                                                 | Versenyszám            | Idő      | Hely.    | Össz.    | Típus   | Idő     | Hely.   | Helyezés |
| ------------------------------------------------------------------------- | ---------------------- | -------- | -------- | -------- | ------- | ------- | ------- | -------- |
| Catherine Plewinski                                                       | 50 m gyors             | 26,01    | 2.       | 5.       | A       | 25,90   | 7.      | 7.       |
| Catherine Plewinski                                                       | 100 m gyors            | 55,53    | 1.       | 1.       | A       | 55,49   | 3.      |          |
| Catherine Plewinski                                                       | 100 m pillangó         | 59,34    | 1.       | 1.       | A       | 59,58   | 4.      | 4.       |
| Jacqueline Delord                                                         | 100 m pillangó         | 1:02,24  | 4.       | 14.      | B       | 1:02,45 | 3.      | 11.      |
| Jacqueline Delord                                                         | 100 m gyors            | 58,22    | 6.       | 29.*     | kiesett | kiesett | kiesett | kiesett  |
| Cécile Prunier                                                            | 200 m gyors            | 2:01,60  | 4.       | 8.       | A       | 2:02,88 | 8.      | 8.       |
| Cécile Prunier                                                            | 400 m gyors            | 4:15,63  | 5.       | 14.      | B       | 4:21,03 | 8.      | 16.      |
| Cécile Prunier                                                            | 800 m gyors            | 8:57,22  | 8.       | 24.      | kiesett | kiesett | kiesett | kiesett  |
| Karyn Faure                                                               | 800 m gyors            | 8:41,64  | 5.       | 13.      | kiesett | kiesett | kiesett | kiesett  |
| Laurence Guillou                                                          | 100 m hát              | 1:05,07  | 6T .     | 20.*     | kiesett | kiesett | kiesett | kiesett  |
| Christine Magnier                                                         | 200 m hát              | 2:24,15  | 6.       | 25.      | kiesett | kiesett | kiesett | kiesett  |
| Christine Magnier                                                         | 400 m vegyes           | 4:51,91  | 5.       | 13.      | B       | 4:53,29 | 6.      | 14.      |
| Pascaline Louvrier                                                        | 100 m mell             | 1:13,21  | 6.       | 24.      | kiesett | kiesett | kiesett | kiesett  |
| Pascaline Louvrier                                                        | 200 m mell             | 2:38,75  | 8.       | 26.      | kiesett | kiesett | kiesett | kiesett  |
| Virginie Bojaryn                                                          | 100 m mell             | 1:13,55  | 5.       | 26.      | kiesett | kiesett | kiesett | kiesett  |
| Virginie Bojaryn                                                          | 200 m mell             | 2:37,38  | 7.       | 22.      | kiesett | kiesett | kiesett | kiesett  |
| Claire Supiot                                                             | 200 m pillangó         | 2:21,65  | 8.       | 25.      | kiesett | kiesett | kiesett | kiesett  |
| Laurence Guillou Pascaline Louvrier Catherine Plewinski Jacqueline Delord | 4 × 100 m vegyes váltó | 4:16,21  | 5.       | 10.      | kiesett | kiesett | kiesett | kiesett  |

* - egy másik versenyzővel azonos eredményt ért el

## Vitorlázás
Férfi
| Versenyző                   | Versenyszám    | Futam  | Futam | Futam | Futam | Futam   | Futam | Futam   | Pontszám | Helyezés |
| Versenyző                   | Versenyszám    | 1      | 2     | 3     | 4     | 5       | 6     | 7       | Pontszám | Helyezés |
| --------------------------- | -------------- | ------ | ----- | ----- | ----- | ------- | ----- | ------- | -------- | -------- |
| Robert Nagy                 | Divízió II     | (21,0) | 20,0  | 3,0   | 5,7   | 10,3*** | 5,7   | 17,0    | 61,7     | 5.       |
| Luc Choley                  | Finn dingi     | 30,0   | 28,0  | 25,0  | 20,0  | 16,0    | 25,0  | (40,0*) | 144,0    | 23.      |
| Luc Pillot Thierry Péponnet | 470-es osztály | 0,0    | 5,7   | 0,0   | 16,0  | (17,0)  | 10,0  | 3,0     | 34,7     |          |

Női
| Versenyző                    | Versenyszám    | Futam | Futam | Futam | Futam  | Futam | Futam | Futam | Pontszám | Helyezés |
| Versenyző                    | Versenyszám    | 1     | 2     | 3     | 4      | 5     | 6     | 7     | Pontszám | Helyezés |
| ---------------------------- | -------------- | ----- | ----- | ----- | ------ | ----- | ----- | ----- | -------- | -------- |
| Florence Lebrun Sophie Berge | 470-es osztály | 15,0  | 21,0  | 10,0  | (24,0) | 16,0  | 11,7  | 8,0   | 81,7     | 8.       |

Nyílt
| Versenyző                                          | Versenyszám     | Futam  | Futam | Futam | Futam  | Futam | Futam | Futam    | Pontszám | Helyezés |
| Versenyző                                          | Versenyszám     | 1      | 2     | 3     | 4      | 5     | 6     | 7        | Pontszám | Helyezés |
| -------------------------------------------------- | --------------- | ------ | ----- | ----- | ------ | ----- | ----- | -------- | -------- | -------- |
| Daniel Ferre Laurent Couraire-Delage               | Repülő hollandi | 13,0   | 15,0  | 17,0  | (24,0) | 5,7   | 18,0  | 19,0     | 87,7     | 12.      |
| Jean-Yves le Déroff Nicolas Hénard                 | Tornádó         | 0,0    | 3,0   | 3,0   | 0,0    | 0,0   | 10,0  | (30,0**) | 16,0     |          |
| Michel Kermarec Stanislas Dripaux Xavier Phelippon | Soling          | (25,0) | 8,0   | 10,0  | 17,0   | 11,7  | 11,7  | 10,0     | 68,4     | 6.       |

** - nem ért célba

** - nem indult

*** - bírók által adott pontszám

## Vívás
Férfi
| Versenyző                                                                     | Versenyszám       | Selejtező | Selejtező | Selejtező | Selejtező | Selejtező | Selejtező | Főtábla                             | Főtábla                     | Főtábla                      | Vigaszág                                | Vigaszág                          | Vigaszág                     | Vigaszág                    | Negyeddöntő                         | Elődöntő                           | Döntő                                             | Helyezés |
| Versenyző                                                                     | Versenyszám       | 1. kör | 1. kör    | 2. kör | 2. kör    | 3. kör | 3. kör    | 1. kör                              | 2. kör                      | 3. kör                       | 1. kör                                  | 2. kör                            | 3. kör                       | 4. kör                      | Negyeddöntő                         | Elődöntő                           | Döntő                                             | Helyezés |
| Versenyző                                                                     | Versenyszám       | Ellenfél Eredmény | Hely.     | Ellenfél Eredmény | Hely.     | Ellenfél Eredmény | Hely.     | Ellenfél Eredmény                   | Ellenfél Eredmény           | Ellenfél Eredmény            | Ellenfél Eredmény                       | Ellenfél Eredmény                 | Ellenfél Eredmény            | Ellenfél Eredmény           | Ellenfél Eredmény                   | Ellenfél Eredmény                  | Ellenfél Eredmény                                 | Helyezés |
| ----------------------------------------------------------------------------- | ----------------- | --- | --------- | --- | --------- | --- | --------- | ----------------------------------- | --------------------------- | ---------------------------- | --------------------------------------- | --------------------------------- | ---------------------------- | --------------------------- | ----------------------------------- | ---------------------------------- | ------------------------------------------------- | -------- |
| Philippe Omnès                                                                | Tőr, egyéni       | 8. csoport · Gátai Róbert (HUN) · 2–5 · Salman Mohamed Hussain (KUW) · 5–3 · Anatol Richter (AUT) · 5–1 · Kanacu Josihiko (JPN) · 5–0 · Andrés García (ESP) · 5–1                                             | 1.        | 7. csoport · Ola Kajbjer (SWE) · 1–5 · Ko Nakcshun (Go Nak-Chun) (KOR) · 5–3 · Peter Lewison (USA) · 5–2 · Bill Gosbee (GBR) · 5–2 · Leszek Bandach (POL) · 1–5  | 2.        | 6. csoport · Eric Strand (SWE) · 5–0 · Kim Szungphjo (Kim Seung-Pyo) (KOR) · 5–1 · Liu Jün-hung (Liu Yunhong) (CHN) · 5–0 · Aljakszandr Ramanykov (URS) · 5–1                        | 1.        | Thierry Soumagne (BEL) · 10–8       | Aris Enkelmann (GDR) · 9–10 |                              |                                         | Pierre Harper (GBR) · 10–6        | Borisz Koreckij (URS) · 10–9 | Jens Howe (GDR) · 9–10      | kiesett                             | kiesett                            | kiesett                                           | 9.       |
| Laurent Bel                                                                   | Tőr, egyéni       | 10. csoport · Benoît Giasson (CAN) · 4–5 · Weng Tak Fung (HKG) · 5–1 · Michel Youssef (LIB) · 5–1 · Udo Wagner (GDR) · 5–4 · Csang Cse-cseng (Zhang Zhicheng) (CHN) · 5–1                                     | 1.        | 6. csoport · Dave Littell (USA) · 5–2 · Pierre Harper (GBR) · 5–1 · Abdel Monem El-Husseini (EGY) · 5–2 · Emura Kódzsi (JPN) · 5–3 · Borisz Koreckij (URS) · 5–4 | 1.        | 1. csoport · Mike Marx (USA) · 5–4 · Andrés García (ESP) · 5–2 · Marian Sypniewski (POL) · 2–5 · Aris Enkelmann (GDR) · 3–5                                                          | 3.        | Andrés García (ESP) · 10–8          | Mauro Numa (ITA) · 5–10     |                              |                                         | Thierry Soumagne (BEL) · 10–8     | Stefano Cerioni (ITA) · 4–10 | kiesett                     | kiesett                             | kiesett                            | kiesett                                           | 13.      |
| Patrick Groc                                                                  | Tőr, egyéni       | 11. csoport · Marian Sypniewski (POL) · 1–5 · Zahi El-Khoury (LIB) · 5–0 · Vang Szan-caj (Wang San-Tsai) (TPE) · 5–2 · Luc Rocheleau (CAN) · 5–1 · Emura Kódzsi (JPN) · 5–3                                   | 1.        | 4. csoport · Robert Davidson (AUS) · 5–2 · Thierry Soumagne (BEL) · 5–3 · Aris Enkelmann (GDR) · 5–4 · Matthias Gey (FRG) · 3–5 · Stefano Cerioni (ITA) · 2–5    | 3.        | 4. csoport · Jens Howe (GDR) · 0–5 · Matthias Behr (FRG) · 1–5 · Emura Kódzsi (JPN) · 2–5 · Gátai Róbert (HUN) · 3–5                                                                 | 5.        | kiesett                             | kiesett                     | kiesett                      | kiesett                                 | kiesett                           | kiesett                      | kiesett                     | kiesett                             | kiesett                            | kiesett                                           | 40.      |
| Philippe Riboud                                                               | Párbajtőr, egyéni | 10. csoport · Tong King King (HKG) · 5–2 · Patrice Gaille (SUI) · 5–3 · Witold Gadomski (POL) · 5–0 · John Llewellyn (GBR) · 5–3                                                                              | 1.        | 5. csoport · Fernando de la Peña (ESP) · 5–2 · Tu Csen-cseng (Du Zhencheng) (CHN) · 5–2 · Axel Birnbaum (AUT) · 5–1 · Andrej Suvalov (URS) · 3–5                 | 2.        | 8. csoport · Mohamed Al-Hamar (KUW) · 5–3 · Juan Miguel Paz (COL) · 5–1 · Kolczonay Ernő (HUN) · 5–3 · Sandro Cuomo (ITA) · 5–2 · Arwin Kardolus (NED) · 5–2                         | 1.        | Michel Dessureault (CAN) · 10–3     | Sandro Cuomo (ITA) · 10–8   | Jerri Bergström (SWE) · 8–10 |                                         |                                   |                              | Kolczonay Ernő (HUN) · 10–6 | Vlagyimir Reznyicsenko (URS) · 10–9 | Sandro Cuomo (ITA) · 10–4          | Arnd Schmitt (FRG) · 9–10                         |          |
| Éric Srecki                                                                   | Párbajtőr, egyéni | 5. csoport · Michiel Driessen (NED) · 5–4 · Mohamed Al-Hamar (KUW) · 5–3 · Sergio Turiace (ARG) · 5–1 · Mauricio Rivas (COL) · 5–4                                                                            | 1.        | 7. csoport · Robert Davidson (AUS) · 5–0 · Joaquin Pinto (COL) · 5–4 · I Szanggi (Lee Sang-gi) (KOR) · 5–4 · Pásztor Szabolcs (HUN) · 5–2                        | 1.        | 3. csoport · Roberto Lazzarini (BRA) · 5–2 · Uwe Proske (GDR) · 5–4 · Vlagyimir Reznyicsenko (URS) · 5–4 · Stefan Joos (BEL) · 5–3 · Péter Vánky (SWE) · 5–4                         | 1.        | Mauricio Rivas (COL) · 6–10         |                             |                              | Jun Namdzsin (Yun Nam-Jin) (KOR) · 10–2 | Michel Poffet (SUI) · 5–10        | kiesett                      | kiesett                     | kiesett                             | kiesett                            | kiesett                                           | 17.      |
| Jean-Michel Henry                                                             | Párbajtőr, egyéni | 3. csoport · Robert Marx (USA) · 5–4 · Roberto Durão (POR) · 5–1 · Fernando de la Peña (ESP) · 5–1 · I Szanggi (Lee Sang-gi) (KOR) · 5–2                                                                      | 1.        | 4. csoport · Younes Al-Mashmoum (KUW) · 5–1 · Cezary Siess (POL) · 5–2 · André Kuhn (SUI) · 5–4 · Arnd Schmitt (FRG) · 4–5                                       | 2.        | 5. csoport · Jun Namdzsin (Yun Nam-Jin) (KOR) · 1–5 · Rob Stull (USA) · 5–1 · Ludomir Chronowski (POL) · 5–2 · Tu Csen-cseng (Du Zhencheng) (CHN) · 5–4 · Thomas Gerull (FRG) · 5–2  | 1.        | Michel Poffet (SUI) · 4–10          |                             |                              | Péter Vánky (SWE) · 10–4                | Kolczonay Ernő (HUN) · 8–10       | kiesett                      | kiesett                     | kiesett                             | kiesett                            | kiesett                                           | 18.      |
| Jean-François Lamour                                                          | Kard, egyéni      | 5. csoport · Olivier Martini (MON) · 5–2 · I Bjongnam (Lee Byeong-Nam) (KOR) · 5–2 · Tadeusz Piguła (POL) · 5–4 · Giovanni Scalzo (ITA) · 5–2 · Jürgen Nolte (FRG) · 5–1                                      | 1.        | 3. csoport · Szergej Mingyirgaszov (URS) · 3–5 · Antonio García (ESP) · 5–3 · Jean-Paul Banos (CAN) · 5–3 · Marco Marin (ITA) · 5–4                              | 2.        | 2. csoport · Robert Kościelniakowski (POL) · 2–5 · Stephan Thönnessen (FRG) · 5–4 · Steve Mormando (USA) · 5–4 · Vaszil Etropolszki (BUL) · 5–4 · Gianfranco Dalla Barba (ITA) · 4–5 | 4.        | Heorhij Pohoszov (URS) · 9–10       |                             |                              | Vaszil Etropolszki (BUL) · 10–6         | Pierre Guichot (FRA) · 10–4       |                              |                             | Felix Becker (FRG) · 10–6           | Philippe Delrieu (FRA) · 10–7      | Janusz Olech (POL) · 10–4                         |          |
| Philippe Delrieu                                                              | Kard, egyéni      | 3. csoport · Percival Alger (PHI) · 5–2 · Mark Slade (GBR) · 5–3 · Csia Kuj-hua (Jia Guihua) (CHN) · 5–1 · Jean-Paul Banos (CAN) · 5–1 · Gedővári Imre (HUN) · 3–5 · Vaszil Etropolszki (BUL) · 4–5           | 3.        | 1. csoport · Tadeusz Piguła (POL) · 1–5 · Jean-Marie Banos (CAN) · 5–1 · Jürgen Nolte (FRG) · 5–1 · Vaszil Etropolszki (BUL) · 2–5                               | 2.        | 3. csoport · Cseng Csao-kang (Zheng Zhaokang) (CHN) · 5–1 · Szergej Mingyirgaszov (URS) · 5–3 · Jürgen Nolte (FRG) · 5–3 · Nébald György (HUN) · 1–5 · Janusz Olech (POL) · 3–5      | 3.        | Gianfranco Dalla Barba (ITA) · 10–8 | Andrej Alsan (URS) · 10–6   |                              |                                         |                                   |                              |                             | Heorhij Pohoszov (URS) · 10–9       | Jean-François Lamour (FRA) · 7–10  | Bronzmérkőzés · Giovanni Scalzo (ITA) · 2–10      | 4.       |
| Pierre Guichot                                                                | Kard, egyéni      | 2. csoport · Régis Avila (BRA) · 5–3 · Mike Lofton (USA) · 5–2 · Jean-Marie Banos (CAN) · 5–4 · Cseng Csao-kang (Zheng Zhaokang) (CHN) · 5–1 · Heorhij Pohoszov (URS) · 5–3 · Hriszto Etropolszki (BUL) · 1–5 | 3.        | 4. csoport · I Bjongnam (Lee Byeong-Nam) (KOR) · 5–3 · Cseng Csao-kang (Zheng Zhaokang) (CHN) · 5–3 · Felix Becker (FRG) · 4–5 · Andrej Alsan (URS) · 1–5        | 3.        | 1. csoport · Felix Becker (FRG) · 3–5 · Jean-Paul Banos (CAN) · 5–1 · Bujdosó Imre (HUN) · 5–4 · Giovanni Scalzo (ITA) · 5–1 · Andrej Alsan (URS) · 5–4                              | 1.        | Marco Marin (ITA) · 10–9            | Nébald György (HUN) · 5–10  |                              |                                         | Jean-François Lamour (FRA) · 4–10 |                              | kiesett                     | kiesett                             | kiesett                            | kiesett                                           | 11.      |
| Laurent Bel Patrick Groc Youssef Hocine Patrice Lhôtellier Philippe Omnès     | Tőr, csapat       | 3. csoport · Svédország (SWE) · 9–3 · NSZK (FRG) · 8 (64)–8 (63) · Egyesült Államok (USA) · 9–3 | 1.        | |           | |           |                                     |                             |                              |                                         |                                   |                              |                             | Magyarország (HUN) · 4–9            | Az 5–8. helyért · Kína (CHN) · 9–7 | Az 5. helyért · Lengyelország (POL) · 8–8         | 6.       |
| Frédéric Delpla Jean-Michel Henry Olivier Lenglet Philippe Riboud Éric Srecki | Párbajtőr, csapat | 3. csoport · Lengyelország (POL) · 9–4 · Kuvait (KUW) · 9–0 | 1.        | |           | |           | erőnyerő                            |                             |                              |                                         |                                   |                              |                             | Magyarország (HUN) · 8–7            | Szovjetunió (URS) · 9–5            | NSZK (FRG) · 8–3                                  |          |
| Philippe Delrieu Franck Ducheix Pierre Guichot Jean-François Lamour           | Kard, csapat      | 1. csoport · Magyarország (HUN) · 4–9 · Bulgária (BUL) · 9–3 | 2.        | |           | |           |                                     |                             |                              |                                         |                                   |                              |                             | NSZK (FRG) · 9–5                    | Szovjetunió (URS) · 7–9            | Bronzmérkőzés · Olaszország (ITA) · 8 (63)–8 (64) | 4.       |

Női
| Versenyző                                                                                         | Versenyszám | Selejtező | Selejtező | Selejtező | Selejtező | Selejtező | Selejtező | Főtábla           | Főtábla           | Vigaszág          | Vigaszág          | Negyeddöntő       | Elődöntő                           | Döntő                                | Helyezés |
| Versenyző                                                                                         | Versenyszám | 1. kör | 1. kör    | 2. kör | 2. kör    | 3. kör | 3. kör    | 1. kör            | 2. kör            | 1. kör            | 2. kör            | Negyeddöntő       | Elődöntő                           | Döntő                                | Helyezés |
| Versenyző                                                                                         | Versenyszám | Ellenfél Eredmény | Hely.     | Ellenfél Eredmény | Hely.     | Ellenfél Eredmény | Hely.     | Ellenfél Eredmény | Ellenfél Eredmény | Ellenfél Eredmény | Ellenfél Eredmény | Ellenfél Eredmény | Ellenfél Eredmény                  | Ellenfél Eredmény                    | Helyezés |
| ------------------------------------------------------------------------------------------------- | ----------- | --- | --------- | --- | --------- | --- | --------- | ----------------- | ----------------- | ----------------- | ----------------- | ----------------- | ---------------------------------- | ------------------------------------ | -------- |
| Isabelle Spennato                                                                                 | Tőr, egyéni | 6. csoport · Andrea Piros (SUI) · 5–1 · Thalie Tremblay (CAN) · 5–3 · Elisabeta Guzganu-Tufan (ROU) · 3–5 · Liz Thurley (GBR) · 1–5 | 3.        | 2. csoport · Annapia Gandolfi (ITA) · 4–5 · Anna Sobczak (POL) · 1–5 · Thalie Tremblay (CAN) · 5–1 · Anja Fichtel-Mauritz (FRG) · 5–3 · Thak Cshongim (Tak Jeong-Im) (KOR) · 4–5           | 3.        | 4. csoport · Liz Thurley (GBR) · 5–1 · Jolanta Królikowska (POL) · 1–5 · Zita-Eva Funkenhauser (FRG) · 1–5 · Caitlin Bilodeaux (USA) · 2–5 · Stefanek Gertrúd (HUN) · 3–5 | 6.        | kiesett           | kiesett           | kiesett           | kiesett           | kiesett           | kiesett                            | kiesett                              | 22.      |
| Brigitte Latrille-Gaudin                                                                          | Tőr, egyéni | 1. csoport · Kovács Edit (HUN) · 4–5 · Silvia Koeswandi (INA) · 5–0 · Oka Tomoko (JPN) · 5–2 · Zita-Eva Funkenhauser (FRG) · 1–5    | 2.        | 5. csoport · Agnieszka Dubrawska (POL) · 2–5 · Kovács Edit (HUN) · 5–4 · Reka Zsofia Lazăr-Szabo (ROU) · 5–1 · Sabine Bau (FRG) · 3–5 · Margherita Zalaffi (ITA) · 2–5                     | 5.        | kiesett | kiesett   | kiesett           | kiesett           | kiesett           | kiesett           | kiesett           | kiesett                            | kiesett                              | 26.      |
| Laurence Modaine-Cessac                                                                           | Tőr, egyéni | 2. csoport · Andrea Chaplin (AUS) · 5–4 · Linda Ann Martin (GBR) · 5–4 · Sharon Monplaisir (USA) · 5–4 · Jánosi Zsuzsa (HUN) · 5–4  | 1.        | 6. csoport · Luan Csü-csie (Luan Ju-jie) (CHN) · 5–3 · Jolanta Królikowska (POL) · 2–5 · Madeleine Philion (CAN) · 4–5 · Olga Voscsakina (URS) · 2–5 · Elisabeta Guzganu-Tufan (ROU) · 3–5 | 6.        | kiesett | kiesett   | kiesett           | kiesett           | kiesett           | kiesett           | kiesett           | kiesett                            | kiesett                              | 33.      |
| Brigitte Latrille-Gaudin Gisèle Meygret Laurence Modaine-Cessac Nathalie Pallet Isabelle Spennato | Tőr, csapat | 3. csoport · Szovjetunió (URS) · 4–9 · Lengyelország (POL) · 9–3                                                                    | 2.        | |           | |           |                   |                   |                   |                   | NSZK (FRG) · 4–9  | Az 5–8. helyért · Kína (CHN) · 6–9 | A 7. helyért · Dél-Korea (KOR) · 9–4 | 7.       |

## Vízilabda
| Francia férfi vízilabdacsapat-játékoskeret                                                                        | Francia férfi vízilabdacsapat-játékoskeret                                                                    |
| --- | --- |
| - Arnaud Bouet - Marc Brisfer - Marc Crousillat - Pierre Garsau - Bruno Boyadjian - Philippe Hervé - Michel Idoux | - Thierry Alimondo - Michel Crousillat - Nicolas Marischael - Nicolas Jeleff - Pascal Perot - Christian Volpi |

### Eredmények
Csoportkör
A csoport
| Csapat              | M | Gy | D | V | G+ | G– | Gk  | P  |
| ------------------- | - | -- | - | - | -- | -- | --- | -- |
| NSZK (FRG)          | 5 | 5  | 0 | 0 | 60 | 37 | +23 | 10 |
| Szovjetunió (URS)   | 5 | 3  | 1 | 1 | 63 | 30 | +33 | 7  |
| Olaszország (ITA)   | 5 | 3  | 1 | 1 | 48 | 33 | +15 | 7  |
| Ausztrália (AUS)    | 5 | 2  | 0 | 3 | 40 | 39 | +1  | 4  |
| Franciaország (FRA) | 5 | 1  | 0 | 4 | 43 | 54 | –11 | 2  |
| Dél-Korea (KOR)     | 5 | 0  | 0 | 5 | 14 | 75 | –61 | 0  |

| 1988. szeptember 21. 15:15 | Franciaország (FRA)  | 16–5 | Dél-Korea (KOR) |  |
| 1988. szeptember 21. 15:15 | (3–0, 4–1, 3–1, 6–3) |      |                 |  |
| 1988. szeptember 21. 15:15 |                      |      |                 |  |

| 1988. szeptember 22. 15:15 | Franciaország (FRA)  | 9–10 | NSZK (FRG) |  |
| 1988. szeptember 22. 15:15 | (2–2, 3–3, 1–2, 3–3) |      |            |  |
| 1988. szeptember 22. 15:15 |                      |      |            |  |

| 1988. szeptember 23. 16:30 | Franciaország (FRA)  | 4–18 | Szovjetunió (URS) |  |
| 1988. szeptember 23. 16:30 | (2–5, 0–4, 1–5, 1–4) |      |                   |  |
| 1988. szeptember 23. 16:30 |                      |      |                   |  |

| 1988. szeptember 26. 11:30 | Ausztrália (AUS)     | 7–6 | Franciaország (FRA) |  |
| 1988. szeptember 26. 11:30 | (3–1, 1–1, 2–0, 1–4) |     |                     |  |
| 1988. szeptember 26. 11:30 |                      |     |                     |  |

| 1988. szeptember 27. 9:00 | Franciaország (FRA)  | 8–14 | Olaszország (ITA) |  |
| 1988. szeptember 27. 9:00 | (3–3, 2–3, 1–3, 2–5) |      |                   |  |
| 1988. szeptember 27. 9:00 |                      |      |                   |  |

A 9–12. helyért
| Csapat              | M | Gy | D | V | G+ | G– | Gk  | P |
| ------------------- | - | -- | - | - | -- | -- | --- | - |
| Görögország (GRE)   | 3 | 3  | 0 | 0 | 37 | 21 | +16 | 6 |
| Franciaország (FRA) | 3 | 2  | 0 | 1 | 34 | 19 | +15 | 4 |
| Kína (CHN)          | 3 | 1  | 0 | 2 | 25 | 28 | –3  | 2 |
| Dél-Korea (KOR)     | 3 | 0  | 0 | 3 | 19 | 47 | –28 | 0 |

| 1988. szeptember 30. 09:00 | Franciaország (FRA)  | 11–4 | Kína (CHN) |  |
| 1988. szeptember 30. 09:00 | (4–0, 3–2, 1–2, 3–0) |      |            |  |
| 1988. szeptember 30. 09:00 |                      |      |            |  |

| 1988. október 1. 10:15 | Franciaország (FRA)  | 7–10 | Görögország (GRE) |  |
| 1988. október 1. 10:15 | (3–4, 2–4, 0–1, 2–1) |      |                   |  |
| 1988. október 1. 10:15 |                      |      |                   |  |

| Csapat              | Helyezés |
| ------------------- | -------- |
| Franciaország (FRA) | 10.      |